# Régis Debray
Régis Debray (París, 2 de setembre de 1940) és un filòsof i escriptor, exfuncionari del govern i acadèmic francès. En el camp de les ciències de la informació, va crear i desenvolupar estudis sobre els mitjans de comunicació.
Debray ha estat membre de l'Acadèmia Goncourt (2011-2015).

## Biografia
Jules Regis Debray va néixer a París el 1940, fill de dos advocats relativament benestants que van ser membres de la Resistència francesa. El seu pare era Georges Debray, un advocat de París, membre del Consell de l'Advocacia i Cavaller de la Legió d'Honor. La seva mare, Janine Alejandro-Debray, activa en la política conservadora, va ser vicepresidenta del consell municipal de París.
El 1957 rebé el premi nacional de filosofia per a estudiants de secundària i es graduà, amb un primer lloc, al Liceu Louis-le-Grand el 1959. Aquest any fa una visita als Estats Units, però, quan és a Miami, es desvia cap a l'Havana durant unes setmanes per visitar la recent revolució cubana. Un cop retornat, Debray s'incorpora a l'École Normale Supérieure i estudia filosofia amb Louis Althusser. El 1961 fa un viatge per Amèrica del Sud, a on retorna el 1963, recalant durant 18 mesos i recorrent tots els països, excepte l'Uruguai. Posteriorment, va estudiar a la Universitat de París - Sorbonne.
El 1965 es va traslladar a Cuba i després va seguir el Che Guevara a Bolívia. Aquí, és on va desenvolupar la seva teoria sobre el "foquisme", teoritzant sobre la seva participació en la guerrilla de l'ELN.
En un dur cop de l'ELN el 20 d'abril de 1967 Regis Debray i Ciro Bustos són capturats, mentre recolzaven la guerrilla. Tots dos van ser torturats per les forces de la gouvernementals. Hi ha referències sobre una presunta col·laboració de Debray amb la CIA a canvi d'una pena menor. Segons Jorge Castañeda, Debray va ser colpejat els primers dies de la seva detenció, però mai torturat literalment. Altres fonts neguen que Debray hagués col·laborat en la detenció del Che a Bolívia. I no troben justa aquesta denúncia. Debray serà condemnat a la pena màxima de trenta anys de presó. Seguirà una campanya internacional a favor seu llançada per Jean-Paul Sartre. Després del seu alliberament, va conèixer a Salvador Allende i Pablo Neruda. Va tornar a França el 1973. Ciro Bustos, per la seva part, viu a l'exili a Suècia.
De 1981 a 1985 va ser director del projecte per a les Relacions Internacionals del President de la República François Mitterrand. Va ser nomenat secretari general del Consell del Pacífic Sud, i finalment arriba al Consell d'Estat d'on dimiteix el 1992. El 1991, va ser gerent cultural del Pavelló de França en l'Exposició Universal de Sevilla. El 1993, va presentar una tesi doctoral a la Universitat de París I, titulada "La vida i la mort de la imatge. Una història de la mirada a Occident", sota la direcció de François Dagognet, obtenint el 1994 la titulació corresponent. A continuació, analitza l'impacte dels mitjans de comunicació i la comunicació, i va fundar el 1996 el Cahiers de médiologie que es converteixen, el 2005, en la revista Medium, Transmettre pour innover. Esdevé president del Consell Científic de l'Escola Nacional de Ciències de la Informació i Biblioteques (ENSSIB).
El 2002 es va iniciar l'establiment de l'Institut Europeu de Ciències Religioses (sorgit de l'Escola Pràctica d'Alts Estudis de París) del qual va ser president fins a 2004.
L'11 de gener de 2011, Regis Debray va ser escollit membre de l'Acadèmia Goncourt. En una carta datada a 12 de novembre de 2015, va fer pública la seva renúncia al jurat de l'Acadèmia Goncourt.

## Selecció bibliogràfica[12]
- Révolution dans la révolution?: Lutte armée et lutte politique en Amérique latine (1967)
- La guérilla du Che (1974).
- La neige brûle, Grasset (1977) - premi Femina.
- Vie et mort de l'image: une histoire du regard en Occident (1995).
- Jeunesse du sacré (2012).